# Sahel-Sahara-gemenskapen

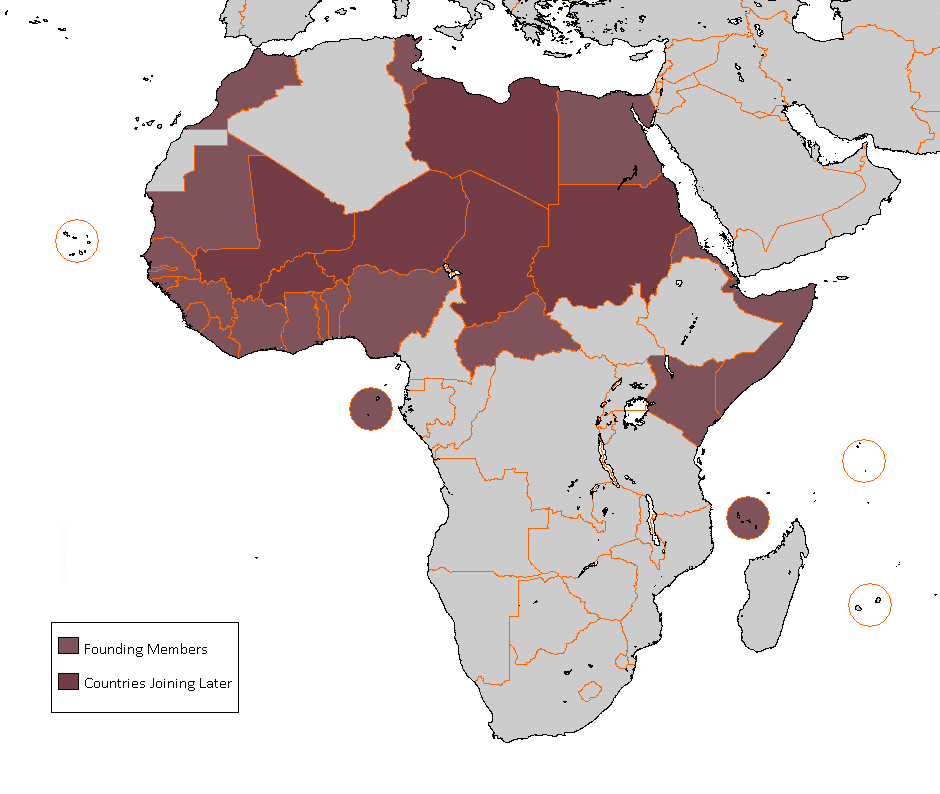
Organisationens medlemsstater

Sahel-Sahara-gemenskapen eller CEN-SAD (engelska: Community of Sahel-Saharan States; franska: Communauté des Etats Sahélo-Sahariens; arabiska:تجمع دول الساحل والصحراء) är en mellanstatlig handelsorganisation i Sahel-Sahara-regionen. Organisationen grundades 4 februari 1998 och har i dag 29 medlemsstater (januari 2009). Huvudkvarteret ligger i Tripoli, Libyen.
CEN-SAD:s uttalade mål är att bilda en frihandelsregion i norra Afrika. Sedan 2001 ingår CEN-SAD som en av pelarna i Afrikanska ekonomiska gemenskapen, där regionen överlappar tre av de andra pelargemenskaperna: ECOWAS, ECCAS och COMESA. Under 2000-talet har organisationen varit delaktig i försöken att medla fred i Darfurkonflikten, samt stöttat TFG-regeringen i Somaliakonflikten.

## Medlemsstater
Med från grundandet:
- Burkina Faso
- Tchad
- Libyen
- Mali
- Niger
- Sudan

Senare medlemmar, med anslutningsår:
- Centralafrikanska republiken (1999)
- Eritrea (1999)
- Djibouti (2000)
- Gambia (2000)
- Senegal (2000)
- Egypten (2001)
- Marocko (2001)
- Nigeria (2001)
- Somalia (2001)
- Tunisien (2001)
- Benin (2002)
- Togo (2002)
- Elfenbenskusten (2004)
- Guinea-Bissau (2004)
- Liberia (2004)
- Ghana (2005)
- Sierra Leone (2005)
- Komorerna (2007)
- Guinea (2007)
- Kenya (2008)
- Mauretanien (2008)
- São Tomé och Príncipe (2008)
- Kap Verde (2009)